# Maurach (Tyrol)
Maurach, en Allemand Maurach am Achensee est un village de montagne situé en Autriche, dans la région du Tyrol et la commune de Eben am Achensee, au bord du lac Achensee. Il se situe à environ 950 mètres d'altitude et est connu pour le Rofanbahn, un des plus vieux chemins de fer à crémaillère.